# Etoile Island
Etoile Island är en ö i Marshallöarna.   Den ligger i kommunen Likiep, i den nordvästra delen av Marshallöarna, 400 km nordväst om huvudstaden Majuro. Arean är 0,41 kvadratkilometer.
Terrängen på Etoile Island är platt. Den sträcker sig 0,6 kilometer i nord-sydlig riktning, och 2,2 kilometer i öst-västlig riktning.